# Васил Радославов (министър)
Вижте пояснителната страница за други личности с името Васил Радославов.
Васил Минков Радославов е български политик.

## Биография
През 1923 година завършва минно инженерство във Фрайбург. От 1924 до 1933 е инженер в рудник „Бели брег“. Между 1933 и 1941 е технически директор на мини „Перник“, а през 1941 – 1944 е техен главен директор. В периода 1942 – 1943 е назначен за министър на железниците, пощите и телеграфите. Самоубива се на 9 септември 1944 в полицейското управление на Перник. На 1 февруари 1945 е осъден посмъртно на конфискация на имуществото. На 26 август 1996 година е реабилитиран от Върховния съд.